# Conflitos pelo governo de Mato Grosso na Primeira República

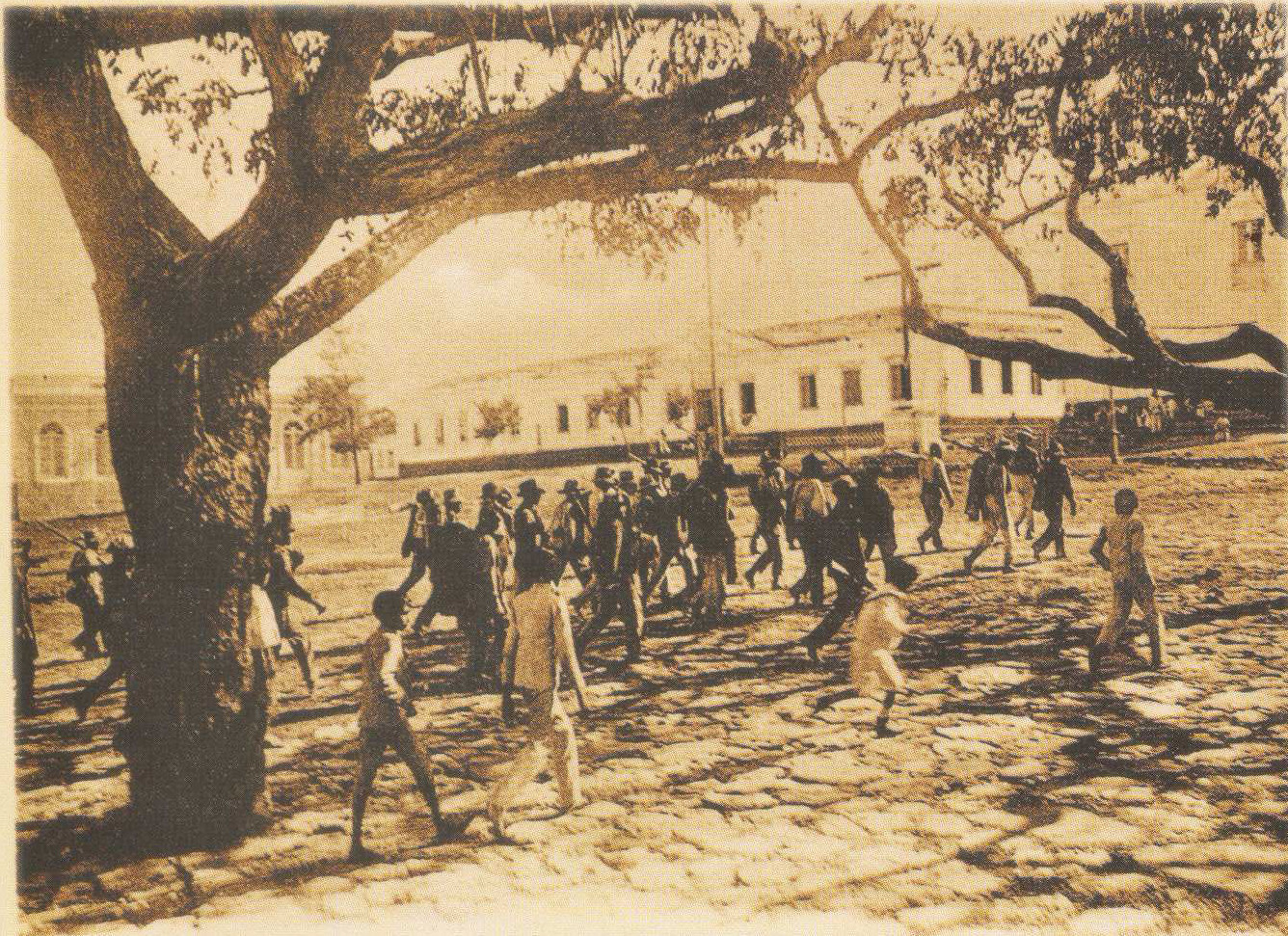
Paisanos armados em Cuiabá, 1902

Os conflitos pelo governo de Mato Grosso na Primeira República envolveram a violência armada em vários momentos entre 1892 e 1916, opondo coronéis situacionistas e oposicionistas e empregando milícias particulares, a Força Pública estadual, a Guarda Nacional, o Exército e a Marinha. Os governos estaduais eram instáveis e a oposição podia recorrer à força armada para chegar ao poder. Cuiabá foi sitiada várias vezes. O governo federal tomava partido de um dos lados. A participação dos militares na política local e os conflitos de interesse entre o norte do estado e a região do atual Mato Grosso do Sul foram fatores relevantes.
Em 1892 a oposição, com grande participação dos militares, derrubou o governo de Manuel José Murtinho numa rebelião, mas o vice-presidente Generoso Ponce liderou uma reação armada que restabeleceu o governo deposto. O governo esteve sob o controle de uma aliança de Ponce com os Murtinho, especialmente Joaquim Murtinho, senador e ministro no Rio de Janeiro, até 1899, quando a aliança foi rompida. Os Murtinho, aliados a Antônio Paes de Barros, tomaram o poder numa rebelião. Em 1901 Ponce tentou recuperar sua força e seus aliados lançaram rebeliões, que foram sufocadas. Nesse período violento ocorreu o "Massacre da Baía do Garcez", a execução de 16 correligionários de Ponce. Em 1906 Antônio Paes de Barros era o presidente, mas os Murtinho romperam sua aliança, recuperaram a coalizão com Ponce e lançaram uma rebelião. Paes de Barros foi derrotado e morto. O governo federal apoiou o lado vitorioso em 1892 e 1899, mas não foi capaz de impedir a queda de seu aliado Paes de Barros em 1906. O último enfrentamento entre situação e oposição, em 1916, após a morte de Ponce e Murtinho, foi causado pela divergência do presidente Caetano Manuel de Faria e Albuquerque com o partido situacionista. Ela levou à intervenção federal no estado.                       

## A política estadual

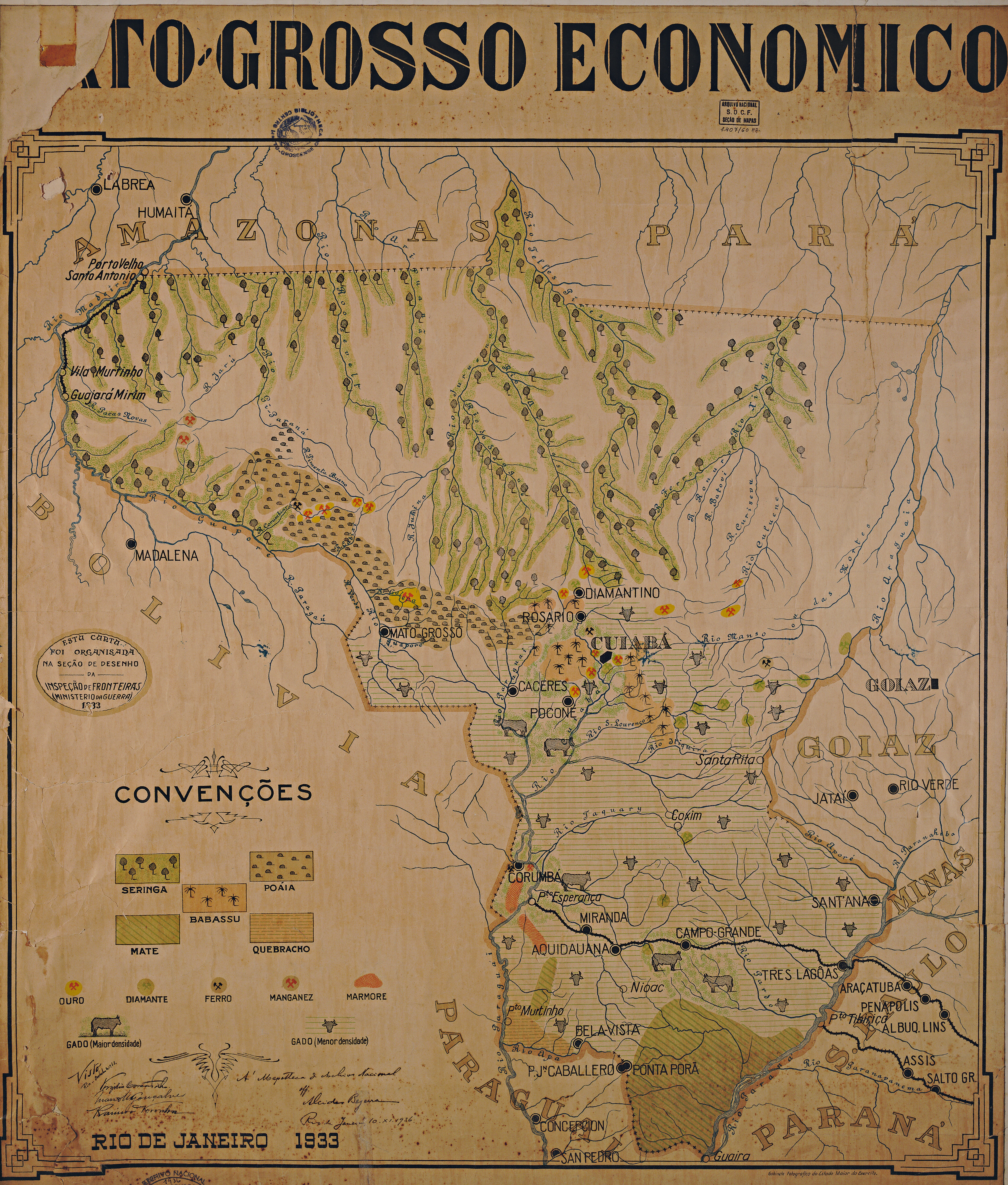
Atividades econômicas em Mato Grosso em 1933

O Mato Grosso era à época marcado pelo mandonismo e pelo coronelismo. Entre o período imperial tardio e o início do republicano houve continuidade da manipulação das eleições, cargos públicos, postos da Guarda Nacional e direitos políticos, com as novidades da solidificação dos poderes locais graças ao federalismo da Primeira República e o fortalecimento do situacionismo. Com o fim do Poder Moderador, que nomeava os governantes e garantia o rodízio de partidos, o acesso ao poder foi determinado apenas pelas eleições, que a situação controlava. Além disso, o governo podia ameaçar a imprensa e os partidários da oposição. Porém a oposição ainda podia surgir na forma de dissensões dentro da facção dominante.
Governadores, senadores e deputados federais eram predominantemente do norte do estado, especialmente de Cuiabá, com pouca participação de políticos do atual Mato Grosso do Sul. Por ser região fronteiriça os militares tinham presença considerável, permitindo que influenciassem a política estadual, num nível comparável ao do Rio Grande do Sul. A Força Pública era fraca demais para ser contrapeso ao Exército federal, ao contrário de São Paulo e Minas Gerais, estados ricos com verdadeiros exércitos estaduais e apenas pequenas guarnições do Exército. Quando, em 1892, militares e oligarquias disputavam o poder no restante do país, isso se repetiu no Mato Grosso. Nesse ano foi evidente também o contraste entre as oligarquias do norte do estado, onde se destacavam os usineiros da cana-de-açúcar, e do sul, pecuaristas e ervateiros. A cana ficava no centro do estado; no início do século XX, ao norte, eram evidentes a borracha e a poaia.
As principais oligarquias eram as de Generoso Ponce e as de Joaquim e Manuel Murtinho. Faziam parte da oligarquia dos Ponce os "Corrêa  da  Costa, Antônio Cesário Figueiredo, Costa Marques, coronel João Mascarenhas, desembargador Ferreira Mendes, a família Azevedo, e o senador Azeredo." A oligarquia Murtinho era mais centrada numa família só, mas teve como aliados José Metello e Antônio Paes de Barros. Em vários momentos os Ponce e os Murtinho estiveram em aliança ou em conflito. O papel dos Murtinho era mais político e diplomático, articulando com os coronéis para manter o poder.
Após aderirem à República, as lideranças políticas já conhecidas no Império disputaram acirradamente o poder entre si. O período de 1889 a 1917 foi marcado pela instabilidade, com somente o presidente Joaquim Augusto da Costa Marques (1911–1915) cumprindo seu mandato inteiro. Entre os políticos, rupturas e novas alianças eram constantes. Os partidos políticos eram incipientes e apenas refletiam os grupos e lealdades pessoais existentes. Quando seus líderes, que tinham prestígio, poder econômico e força armada, discordavam dos aliados, formavam novos partidos. Quando os líderes perdiam sua relevância, os partidos acabavam. Cada partido tinha jornais defendendo seu ponto de vista.
As facções estavam dispostas a chegar ao poder pela luta armada e a violência política, que ocorria desde o Império, apareceu várias vezes, especialmente antes das eleições. Coronéis oposicionistas formavam batalhões paramilitares para tomar o governo, e situacionistas, para defender o status quo. Enquanto os oposicionistas armavam e sustentavam seus combatentes com seus próprios recursos, os situacionistas podiam contar com a força do governo estadual. Os batalhões eram engrossados por agregados, mercenários estrangeiros e bandidos; o banditismo local existia em associação com o coronelismo. Uma das facções sempre buscava o apoio do governo federal. Centenas ou mesmo milhares de homens participavam, muitos da Guarda Nacional, e oficiais da corporação assumiam a liderança. Além de ser às vezes a única forma da oposição galgar o poder, o conflito armado tinha dimensão econômica, mobilizando a mão-de-obra ociosa, com pouco acesso à terra, e enriquecendo coronéis em dificuldade econômica e comerciantes.
Os conflitos entre as principais elites, de nível estadual, eram separados por intervalos de paz relativa, nas quais a política se dava pela negociação e a violência era amena. Embora tenham ocorrido mais muitos episódios de violência e rebeliões, foram em nível mais local.
Em 1889 não havia conexão de telégrafo entre Cuiabá e o Rio de Janeiro. As comunicações eram conduzidas pelos rios por paquetes, com um atraso. A notícia da Proclamação da República, ocorrida em 15 de novembro, só chegou a Cuiabá em 9 de dezembro.

## Antecedentes imediatos

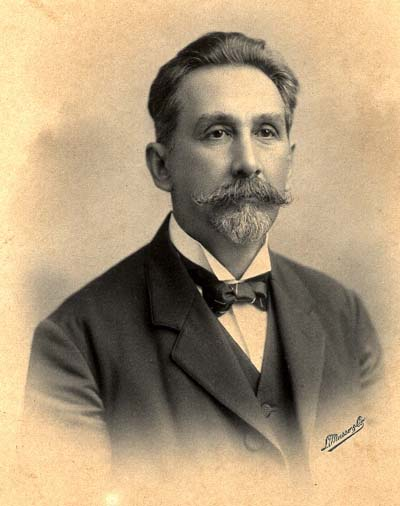
Generoso Ponce

No final do período imperial o Partido Liberal, chefiado por Generoso Ponce, predominava na política mato-grossense em detrimento do Partido Conservador. A monarquia era popular e o Partido Republicano local, fundado em 1888, era frágil, mas a adesão à nova forma de governo foi imediata. Com a Proclamação da República, Deodoro da Fonseca nomeou presidente do estado o militar mato-grossense Antônio Maria Coelho, herói da Guerra do Paraguai e membro do antigo Partido Liberal que, porém, foi preterido por seus companheiros quando tentou ingressar no Senado Imperial. Ele tinha prestígio e o apoio da classe militar, mas resistência entre os coronéis. Constituiu o Partido Nacional (PN) para aglutinar as forças políticas do estado, com republicanos históricos, ex-liberais e ex-conservadores. Distribuiu cargos a liberais e conservadores, mas em seu governo favoreceu os conservadores. 
Como nova tentativa de união, o Partido Nacional foi dissolvido e tanto ex-conservadores quanto ex-liberais formaram em 1890 o Partido Republicano (PR), liderado por Ponce e apoiado por Joaquim Murtinho. Os antigos conservadores discordaram dos candidatos à Constituinte Federal e saíram, reconstituindo o PN na forma do Partido Nacional Republicano (PNR), que se tornou o partido de Antônio Maria e dos militares. O PR se absteve e o PNR predominou nas eleições. Havia emergido, assim, a polarização entre o governo dos Nacionais e a oposição dos Republicanos. Descrito como politicamente inábil, Antônio Maria perseguiu opositores com demissões e prisões, chegando a prender o vice-governador republicano, Manuel Murtinho, o também Republicano redator do jornal "O Mato Grosso" e o juiz de direito da capital. Num dado momento Cuiabá "parecia uma praça de guerra, os soldados da cavalaria desfilavam pela cidade e guardavam as casas dos homens que foram marcados para vítimas até o amanhecer, depois, levavam presos." Em 3 de janeiro de 1891, com a abstenção do Partido Republicano, os nacionais venceram as eleições para a Assembleia constituinte estadual.
O que os mato-grossenses não sabiam era que Antônio Maria já estava demitido por decreto de Deodoro da Fonseca em 31 de dezembro, graças à pressão dos Republicanos no Rio de Janeiro. Deodoro só foi convencido ao conhecer a irregularidade da perseguição aos opositores. Com o atraso nas comunicações, em 15 de fevereiro Antônio Maria transmitiu seu cargo ao coronel Frederico Sólon de Sampaio Ribeiro, nomeado pelo governo federal. Sólon anulou as eleições de 3 de janeiro e convocou novas. Realizadas em 28 de maio, foram vitória Republicana. Após mais dois presidentes temporários, em 15 de agosto Manuel Murtinho assumiu o governo estadual, tendo Generoso Ponce como 1º vice. Ponce também assumiu o importante posto de comandante superior da Guarda Nacional na capital, para o qual havia sido nomeado em agosto do ano anterior, como apoio de Deodoro aos Republicanos.
No Rio de Janeiro ocorreu o Golpe de Três de Novembro: Deodoro da Fonseca, enfrentando forte oposição, fechou o Congresso Nacional com o Exército. Os presidentes estaduais, exceto no Pará, manifestaram solidariedade à decisão do presidente da República. Murtinho não foi exceção, sendo informado do ocorrido em 21 de novembro e enviando mensagem comunicando seu apoio. Porém o golpe de Estado enfrentou reação e no dia 23 Deodoro renunciou após a primeira Revolta da Armada ameaçar o bombardeio do Rio de Janeiro. Em seu lugar assumiu Floriano Peixoto.
Para as oposições estaduais, num sistema marcado pelo governismo, o apoio do governo federal podia ser a única chance de chegar ao poder. Como quase todos os governos estaduais ficaram do lado do golpe de Deodoro, Floriano consentiu às suas deposições, travadas pelas oposições em cada estado. Também em Mato Grosso a associação entre Murtinho e Deodoro foi pretexto para que os militares, alijados do governo pela demissão de Antônio Maria, recuperassem o poder.

## 1892
A ofensiva dos Nacionais contra o governo Republicano era pensada desde o primeiro semestre de 1891. Seu objetivo era fazer valer as eleições de 3 de janeiro de 1891 e a Assembleia então eleita. Ela se materializou em 22 de janeiro de 1892. Insuflados por Antônio Maria, que estava no Rio de Janeiro, os militares em Corumbá, Nioaque e Miranda se rebelaram. Em Corumbá o PNR tinha o apoio dos comerciantes, insatisfeitos com o aumento de impostos feito por Murtinho. Às margens do rio Paraguai, a cidade, localizada na rota entre o Rio de Janeiro e Cuiabá, era o centro comercial mais importante do estado, e vital para o sucesso da rebelião. O povo aclamou novos intendentes municipais, que baixaram os impostos e concederam o voto aos estrangeiros, importantes no comércio da cidade. 
A rebelião não começou em Cuiabá porque o apoio militar era considerado insuficiente, e as guarnições em Nioaque e Miranda, consideradas mais audaciosas. Era liderada pelo coronel João da Silva Barbosa e o major da Guarda Nacional Antônio Aníbal da Mota. O coronel Barbosa era comandante interino do 7º Distrito Militar, responsável pelo Mato Grosso, que controlava o 2º Batalhão de Artilharia, o  8º, 19º e 21º Batalhões de Infantaria (BIs) e o 7º Regimento de Cavalaria. O major era sobrinho de Antônio Maria e assumiu o comando do 21º BI, então estacionado em Corumbá. No dia 25 liderou uma expedição contra Cuiabá, onde o comandante do Arsenal de Guerra não ofereceu resistência. O 8º BI, a Companhia de Operários do Arsenal, o Corpo de Polícia Militar e o major Caetano de Faria e Albuquerque, deputado federal do PNR, aderiram.
Em 1º de fevereiro os militares derrubaram o presidente Murtinho e instalaram uma junta governativa composta por Aníbal, José Marques Fontes, presidente da Assembleia de 3 de janeiro, e Luís Benedito Pereira Leite, que havia sido eleito 1º vice-presidente do estado pela mesma Assembleia. Dois dias depois a junta transmitiu o governo a Luís Benedito Pereira Leite. O novo governo perseguiu funcionários públicos ligados ao Partido Republicano. Os Nacionais também controlavam Cáceres, Rosário e Bela Vista. Os Republicanos prepararam sua contraofensiva: Manuel Murtinho foi ao Rio de Janeiro buscar apoio, enquanto Generoso Ponce saiu ao interior para arregimentar correligionários e armas.
Por causa das dificuldades de comunicação, o apoio de Murtinho a Deodoro não foi publicado no diário oficial e o marechal Floriano inicialmente pensou que, como o Pará, o Mato Grosso não tivesse apoiado o golpe. Só em fevereiro ele foi informado do apoio, e assim tomou o partido do PNR. Nomeou o general Luiz Henrique de Oliveira Ewbank para a chefia do Distrito Militar e do governo estadual. Os Nacionais viram isso como afronta à autonomia estadual. Quando Ewbank e Murtinho chegaram ao Forte Coimbra, em 20 de março, foram impedidos de seguir a Cuiabá pelo coronel Barbosa e os comandantes do 2º Batalhão de Artilharia e 21º BI. Era uma quebra da hierarquia militar. Os coronéis e militares do sul então cogitaram radicalizar a ruptura com o poder central: recorreriam ao separatismo, proclamando uma república independente. Como não houve consenso, decidiram contra a separação. No Rio de Janeiro, Antônio Maria Coelho foi em 31 de abril um dos signatários do Manifesto dos Treze Generais, contestando a legitimidade de Floriano.
O impedimento da posse de Ewbank, o projeto separatista e a oposição de Antônio Maria ao presidente da República reverteram seu apoio aos militares e ele passou a preferir as oligarquias Republicanas. Entretanto o controle dos Nacionais sobre o rio Paraguai impossibilitou a ajuda federal, cabendo a Ponce restituir o Partido Republicano ao poder. Floriano Peixoto chegou a enviar uma divisão naval de Santa Catarina para reforçar a flotilha do Mato Grosso, mas um dos navios naufragou e a força não chegou a tempo. Enquanto isso, Ponce reuniu nos municípios ao redor de Cuiabá 1 500 homens, entre eles companheiros que fugiam da capital. Munidos de armas policiais e de caça e todo armamento disponível, em 10 de abril marcharam sobre Cuiabá. O presidente Luís Benedito, que governava do Arsenal de Guerra, não ofereceu resistência.
Embora Ponce fosse vice-presidente e apto a assumir o poder na ausência de Murtinho, aceitou a solução conciliatória: uma junta militar composta do capitão Frederico Casimiro Rodrigues, o comandante do 8º BI, Antônio José Duarte, e o 1º Tenente da Armada Francisco Mariani Wanderley. Porém os Nacionais de Corumbá, à revelia de seus companheiros de partido em Cuiabá, pressionaram pelo rompimento do acordo. Oito dias depois a junta devolveu o poder ao coronel Luís Benedito, que, porém, adoeceu e renunciou em 18 de abril. Seu sucessor, José Marques de Fontes, também adoeceu e renunciou em 1º de maio, dando lugar ao Majór André V. P. Albuquerque. Uma nova expedição de Corumbá, liderada pelo major Aníbal, reforçou Cuiabá, depois de, no trajeto, bombardear a usina Conceição, dos Paes de Barros.
Insatisfeito, Ponce novamente juntou tropas, organizando 3 mil homens, divididos em quatro brigadas e um regimento de cavalaria, no "Exército Patriótico Floriano Peixoto". Vários Nacionais desertaram, mas o governo conseguiu formar o "Batalhão Patriótico Antônio Maria". Em 7 de maio, o assassinato em Cuiabá de Libano Horácio dos Santos, guarda-livros da empresa Firmo & Ponce, pelos militares foi o estopim para a batalha, que foi violenta e prosseguiu até o dia 10. O major Albuquerque entregou o poder e os deputados da Assembleia constituinte de 3 de janeiro de 1891 renunciaram. Porém no 2º Quartel o tenente Gabriel Mamede, proclamando-se presidente do estado, resistiu até o dia 13. Após sua rendição, ele e o capitão Muniz foram conduzidos à prisão no Arsenal de Guerra, mas no caminho foram assassinados pela multidão. Durante os combates o canhão Krupp do Arsenal de Guerra destruiu várias construções na cidade. Ponce assumiu o governo e marchou contra o sul do estado, onde os Nacionais ainda resistiam. Manuel Martinho retornou à presidência estadual em 20 de julho.
A vitória consolidou o prestígio de Ponce, mesmo sem ser o presidente, e o poder do governo. Antônio Maria Coelho desapareceu da política local, e o Partido Nacional foi extinto. Os anos de 1893 a 1898 foram de paz, sob a união dos Ponce com os Murtinho. Generoso Ponce tornou-se senador, e Joaquim Murtinho, ministro da Fazenda do Governo Campos Sales (1898–1902).

## 1899
Generoso Ponce era candidato natural à presidência do estado na eleição de 1º de março de 1899, mas não quis concorrer, indicando como candidato do Partido Republicano o Dr. João Félix Peixoto de Azevedo. Justificou-se que não tinha instrução insuficiente para o cargo, mas a decisão envolvia também a vontade de manter seu prestigiado cargo de senador e de evitar as pressões que sofreria como presidente do estado. Porém Joaquim Murtinho, que já tinha divergências com Ponce e vivia no Rio de Janeiro, precisava de um homem de confiança à frente do governo mato-grossense e não aceitou o nome de Félix. Em 1898 lançou a candidatura de José Maria Metello, abrindo uma ruptura dentro do governismo. Ponce tinha a seu favor a maioria dos chefes locais, e Murtinho, o apoio do governo federal. A facção de Murtinho constituiu o "Partido Republicano Constitucional".
João Felix derrotou Metello por 5 647 votos contra 959, mas os partidários de Metello alegaram fraude eleitoral. Com sua influência no governo federal, a oposição destituiu Generoso Ponce do comando da Guarda Nacional mato-grossense e nomeou em seu lugar Antônio Paes de Barros. Em 10 de abril a Assembleia Legislativa, presidida por Generoso Ponce, iria referendar as eleições. Paes de Barros, há tempo descontente com Ponce por disputas de terra, constituiu a "Legião Campos Salles", com armas enviadas do Rio de Janeiro por Murtinho e dos quartéis de Corumbá, que apoiavam a dissidência. Tinha 3 000 homens, incluindo jagunços de sua propriedade e 600 homens da 6.ª Brigada de Cavalaria da Comarca de Santo Antonio do Rio Abaixo. Contra ela, o governo estadual dispunha somente de 1 300 homens de Ponce e a pequena polícia.
Pelo telégrafo, no dia seguinte o presidente do estado, Antonio Cesário de Figueiredo, solicitou a Campos Sales uma intervenção federal contra a milícia de Paes de Barros, que ameaçava forçar a anulação das eleições. Os poncistas acreditavam que não enfrentariam inimizade do governo federal, pois a política dos governadores implementada por Campos Sales era de apoio às maiorias dominantes em cada estado, segundo o princípio de "não interferir para  depor e organizar governos: aceitar o que estiver constituído, dar-lhe todas as garantias". Na noite do dia 9 o general João Pedro Xavier da Câmara, nomeado novo comandante do Distrito Militar pelo presidente da República, desembarcou em Cuiabá. Seu paquete foi o único que entrou na capital nesses dias, pois a Legião Campos Salles interditou o tráfego fluvial. 
No dia 10, a milícia invadiu a cidade. Sob cerco, a Assembleia reunida para referendar as eleições solicitou ajuda federal. O general Câmara poderia usar o Exército para garantir a ordem, mas sob comando do presidente manteve-se neutro. A pretensa neutralidade era um apoio tácito de Campos Sales à facção de Murtinho, seu ministro, e um não cumprimento de sua política dos governadores. A oposição exigia a anulação das eleições como condição para salvaguardar a vida de Ponce e dos deputados. Até o dia 17 houve confronto. A conexão telegráfica, víveres e água da Assembleia foram cortados. Por fim, Ponce cedeu e as eleições foram anuladas. Os dois lados trocaram tiros.
Em 15 de agosto assumiu o novo presidente, Antônio Pedro Alves de Barros. O governo estava nas mãos do Partido Republicano Constitucional, dos Murtinho e Paes de Barros. Ponce, agora na oposição e aliado aos Côrrea da Costa, ficou no Partido Republicano Conservador. O 1º e 2º vice-presidentes, João Paes de Barros (irmão de Totó Paes) e coronel João Ferreira Mascarenhas, eram aliados de Ponce.

## 1899 - 1901
A instabilidade e violência não pararam no novo mandato. Apenas duas semanas após a posse, em 31 de agosto, ocorreu a "Ramonada": o polonês Ramon Jackwisck, que havia lutado na força de Paes de Barros, tentou assassinar Generoso Ponce, que escapou. Em resposta, seus partidários mataram Ramon. A Força Pública, com o aval do Exército, cercou a casa de Ponce, que, acusado de homicídio, foi preso, juntamente com Cesário, João Félix e outras figuras centrais do PR poncista. Eles acabaram soltos pelo julgamento do habeas corpus. Enquanto Cesário estava preso, sua fazenda foi invadida e 16 000 reses levados às terras de Henrique Paes de Barros.
De abril a agosto de 1900, com o presidente do estado afastado por motivos de saúde, João Paes de Barros tomou medidas favoráveis à oposição, mas Alves de Barros retornou e anulou os atos. Coronéis se digladiavam no sul do estado. Em março o vice-presidente Mascarenhas, também chamado Jango Mascarenhas, invadiu Aquidauana e depois se refugiou no Paraguai. Em novembro Dionísio Benites perdeu uma disputa por terras em Paranaíba à família Garcia. No ano seguinte os partidários de Generoso Ponce lançaram várias rebeliões. Em abril Dionísio Benites atacou Paranaíba, saqueando e matando. Os fazendeiros fugiram e o gado foi levado a São Paulo. Benites depois retornou ao território paulista, fixando-se em São José do Rio Preto, onde seria assassinado. João Mascarenhas reuniu um exército mercenário com argentinos e paraguaios em Corrientes e iniciou uma campanha a partir de Porto Murtinho. A partir de setembro e outubro enfrentou as tropas governistas, sendo derrotado na região de Ponta Porã. Seguiu dali a Nioaque, onde novamente perdeu. Foi morto em 9 de dezembro.
Em outubro o presidente baixou um decreto reconstituindo a Legião Patriótica Campos Salles, sob o nome de "Divisão de Forças Patrióticas", novamente sob controle de Antônio Paes de Barros. No norte do estado ocorreram levantes em Diamantino, Rosário Oeste, Barra do Bugres e Chapada dos Guimarães na localidade de São Manuel. Diamantino foi saqueada e destruída pela repressão à insurgência, com a população fugindo para as matas. Ferreira Mendes, aliado de Ponce, e o coronel Cesário conseguiram fugir de perseguições, incluindo um bandido enviado no encalço de Cesário, mas vários homens foram assassinados. O caso mais notório de violência foi o "Massacre da Baía do Garcez". Diante de rumores de que João Paes de Barros e líderes do PR organizavam 300 homens para um levante na usina Conceição, os aliados de Manuel Murtinho, com sua aprovação, ocuparam a usina em 3 de novembro, prendendo os presentes. João Paes de Barros e outros foram levados à capital. Trabalhadores, camaradas e agregados foram levados para trabalhar numa fazenda de Totó Paes. 17 líderes do PR, integrantes do círculo pessoal de Ponce, foram levados a pé para Cuiabá. No caminho, um escapou e os demais foram assassinados no dia 4. Os corpos tiveram o ventre partido em cruz e foram jogados às piranhas. 
Os conflitos resultaram em dezenas de mortes e esgotaram os cofres públicos. Os coronéis situacionistas tiveram suas despesas cobertas pelo governo, que contraiu empréstimos com o Banco Rio e Mato Grosso, cujos maiores acionistas eram os Murtinho. Por causa da violência Ponce e a família passaram 27 dias no Pantanal e depois conseguiram escolta a Corumbá, de onde passaram ao exílio em Assunção, no Paraguai, destino comum de refugiados políticos. Ali passou dois anos e editou o jornal "A Reação". Fortalecido pelas vitórias armadas, Antônio Paes de Barros tornou-se o principal aliado dos Murtinho. Em 1903 foi eleito presidente do estado.

## 1906
Antônio Paes de Barros chegou ao poder aliado aos Murtinho, mas agiu de forma independente, construindo sua própria base de poder. Era aliado do presidente da República Rodrigues Alves e buscava alterar a Constituição estadual para permitir sua reeleição em 1907. Suas reformas incomodavam os demais oligarcas e os Murtinho romperam a aliança com Paes de Barros, reconstituindo sua antiga coalização com Generoso Ponce. A oposição, aglutinada na "Coligação", apoiava a candidatura de Afonso Pena na capital federal, contra Bernardino de Campos, preferido de Rodrigues Alves. As forças de Paes de Barros recorreram à violência contra a oposição nas eleições legislativas de janeiro de 1906. Porém a Coligação predominou sobre o Partido Republicano Constitucional, pois no Rio de Janeiro a Comissão de Verificação dos Poderes, que reconhecia o processo eleitoral, era dominada por Pinheiro Machado, partidário de Afonso Pena, e não por Rodrigues Alves.
Generoso Ponce acusava Paes de Barros de despotismo. Ainda em março houve uma faísca de rebelião: as forças do governo dispersaram oposicionistas e apreenderam armas na usina do deputado federal Costa Marques, da Coligação. Graças às eleições, a oposição tinha o respaldo político para uma ofensiva. Já o presidente do estado arregimentou trabalhadores das propriedades, a Força Pública e Exército da capital e a Escola de Aprendizes-Marinheiros (sob Protógenes Guimarães), esperando também reforços prometidos pelo governo federal, sob o comando do general Dantas Barreto. A ordem foi dada em 23 de maio e era conhecida pela oposição, que apressou sua investida para tomar o poder antes da chegada das tropas federais.
Lutavam nas fileiras oposicionistas soldados do Exército e Guarda Nacional, "foragidos da justiça da Bolívia, ou chiripás, do Paraguai, ou ainda “arruaceiros incorrigíveis” de Cáceres", "agregados e camaradas das fazendas de gado de Poconé", "seringueiros, lavradores, fazendeiros, comerciantes, magistrados, funcionários públicos". Integravam uma coluna no norte, sob Pedro Celestino Corrêa da Costa e Joaquim Augusto da Costa Marques, e outra no sul, sob Generoso Ponce. A campanha ocorreu com difíceis deslocamentos e falta de munição.
Generoso Ponce tinha a princípio 500 homens. Em 16 de maio suas forças atacaram o posto policial em Corumbá, prenderam o comandante situacionista, coronel Mariano Rostey, e conseguiram a adesão da tropa federal. Tendo em mãos a cidade, agora todo o fluxo de comunicações telegráficas entre Cuiabá e o Rio de Janeiro estava sob controle dos rebeldes. A coluna do sul começou a subir o rio Cuiabá em 10 ou 30 embarcações (lanchas e vapores), compondo a "Divisão Naval Libertadora". Suas fileiras foram engrossadas por guardas nacionais do 3º Regimento de Cavalaria e praças do 21º BI e 2º Batalhão de Artilharia, de Corumbá, e posteriormente do 19º BI de Cáceres, cujo quartel foi tomado de assalto pelo 2º tenente do Exército Clementino Paraná.

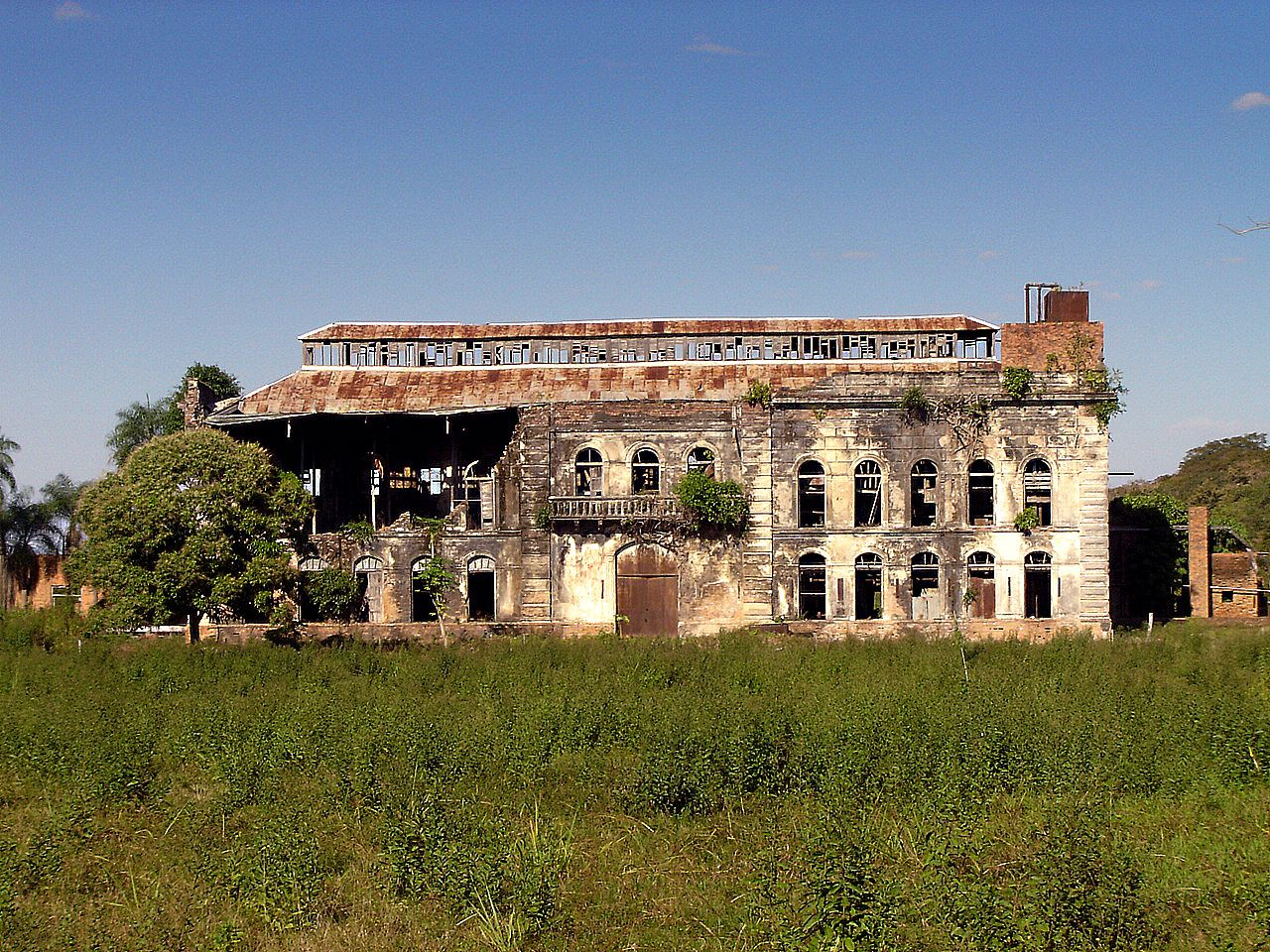
A Usina Itaici

Sabendo que o reforço do governo federal viria em grandes embarcações e que, como o período era de seca do Pantanal, a via fluvial até Cuiabá só era navegável com embarcações menores, apreendeu todas no caminho. As propriedades dos Paes de Barros foram ocupadas para conseguir armas e evitar que os homens fossem convocados a lutar pelo governo. Na terra de Henrique Paes de Barros em Pindaival, invadida em 10 de junho, 200 homens aderiram, ou foram obrigados a aderir, ao comando de Ponce. A Usina Itaici, importante posse de Totó Paes, foi capturada no dia 12.
Como parte das movimentações fluviais, em 8 de junho, quando Clementino Paraná comandava a lancha Árica e duas chatas, conduzindo tropas para Cuiabá, foi interceptado no rio São Lourenço por um aviso da Marinha. O navio abriu fogo com sua artilharia e os rebeldes revidaram com fuzis e metralhadoras. Uma chata foi capturada e as outras embarcações conseguiram seguir caminho no rio.
A divisão do norte veio de Rosário, Diamantino, Poconé, Pantanalzinho e Livramento. Aproximou-se de Cuiabá, acampando na região de Capela, onde ocorreram os primeiros combates, enquanto a divisão do sul estabeleceu-se no rio Coxipó. Em 19 de junho 4 000 homens impuseram sítio à capital. A população civil foi atingida durante os combates e teve que suportar a escassez de alimentos. No dia 21 os revoltosos tomaram o Morro do Gambá, de onde operava a artilharia governista, com baixas em ambos os lados. No dia 25 o 8º BI, que deveria participar da defesa de Cuiabá, declarou-se neutro, pois tinha apenas 60 homens. Nesse mesmo dia a expedição federal de Dantas Barreto chegou a Corumbá, mas não havia embarcações de tamanho adequado para subir os rios e a comunicação de telégrafo estava cortada. As tropas de Ponce avançaram para o centro de Cuiabá e isolaram os governistas em dois grupos, com Paes de Barros ficando no Morro da Prainha, para onde seus inimigos se aproximaram.
Em 30 de junho Ponce deu ultimato para que Paes de Barros se rendesse até 1º de julho. O presidente do estado não deu resposta e escapou de Cuiabá nesse dia, refugiando-se numa fábrica em Coxipó do Ouro. No dia 2 Pedro Leite de Osório foi empossado no governo estadual. Em 6 de julho Paes de Barros foi encontrado e morto a tiros pelos combatentes da Coligação. O próprio Ponce então enviou navios para Dantas Barreto, que chegou a Cuiabá no dia 17. A esse ponto o reforço do governo federal nada podia fazer, pois Paes de Barros estava morto e a vitória da oposição era fato consumado.
Rodrigues Alves sugeriu uma intervenção federal no estado, mas ela foi rejeitada no Congresso. Ruy Barbosa defendeu a atuação de Ponce, declarando lícita a prática da insurreição "onde quer que falte a justiça". Os acontecimentos repercutiram na imprensa no Rio de Janeiro e em Portugal. Joaquim Murtinho e Generoso Ponce mantiveram-se aliados e controlando o governo estadual até suas mortes em 1911.

## 1916
Generoso Ponce e Joaquim Murtinho morreram em 1911, abrindo espaço para outras lideranças políticas como Antônio Azeredo, Pedro Celestino, Joaquim Augusto da Costa Marques e Caetano Manoel  de Faria e Albuquerque. Azeredo era o mais influente e fazia parte do Partido Republicano Conservador, de nível nacional. Seu principal oponente era Pedro Celestino, do Partido Republicano Mato-Grossense. O general Caetano, empossado presidente em 1915 como aliado de Azeredo, rompeu com ele e se aproximou da oposição de Pedro Celestino. Na "Caetanada" resultante ocorreram enfrentamentos armados em 1916, mas a conclusão foi a na intervenção federal no estado, decretada em 10 de janeiro de 1917. A queda de Caetano, que sofreu impeachment, marcou a transição do período de enfrentamentos armados a uma época de maior estabilidade.

### Citações
1. ↑  RD News, 20 de outubro de 2017.
2. 1 2 3 4 5  Exército Brasileiro — Mato Grosso: Lutas Irregulares entre 1891 e 1906. Consultado em 23 de abril de 2021
3. ↑  Rosa 2014, pp. 75-76.
4. ↑  Portela 2009, pp. 80-81.
5. ↑  Arruda 2013, pp. 127-131.
6. ↑  Ferreira 2010, pp. 272-273.
7. ↑  Arruda 2013, p. 62.
8. ↑  Rosa 2014, p. 124.
9. ↑  Lobato et al. 2010.
10. ↑  Arruda 2013, pp. 132-152.
11. ↑  Arruda 2013, pp. 109-113.
12. ↑  Rosa 2014, pp. 129-130.
13. 1 2  Franco 2015, pp. 5-6.
14. ↑  Franco 2013, pp. 56-57.
15. ↑  Arruda 2013, p. 55.
16. ↑  Arruda 2013, pp. 130-131.
17. ↑  Franco 2013, p. 57.
18. ↑  Rosa 2014, pp. 72-73.
19. ↑  Rosa 2014, p. 82.
20. ↑  Portela 2009, pp. 81-82.
21. ↑  Rosa 2014, pp. 83-84.
22. ↑  Franco 2013, p. 58.
23. ↑  Arruda 2013, p. 48-53.
24. ↑  Fanaia 2015a.
25. ↑  Arruda 2013, pp. 53-54.
26. ↑  Rosa 2014, p. 91.
27. ↑  Arruda 2013, pp. 54-56.
28. ↑  Franco 2013, pp. 66-68.
29. ↑  Franco 2013, pp. 59-60.
30. ↑  Arruda 2013, pp. 56-57.
31. ↑  Rosa 2014, pp. 116-117.
32. 1 2  Arruda 2013, pp. 56-62.
33. ↑  Portela 2009, p. 60.
34. 1 2 3  Arruda 2013, pp. 103-104.
35. 1 2  Franco 2013, p. 77.
36. 1 2 3  Portela 2009, p. 82.
37. ↑  Franco 2013, pp. 73-75.
38. ↑  Arruda 2013, pp. 62-3.
39. ↑  Rosa 2014, pp. 123-125.
40. ↑  Arruda 2013, pp. 65-68.
41. ↑  Rosa 2014, p. 125.
42. ↑  Arruda 2013, pp. 68-69.
43. ↑  Arruda 2013, p. 65.
44. ↑  Arruda 2013, p. 69.
45. ↑  Rosa 2014, p. 129.
46. ↑  Arruda 2013, pp. 69-70.
47. ↑  Rosa 2014, pp. 125-126.
48. ↑  Arruda 2013, p. 70.
49. ↑  Franco 2013, pp. 76-77.
50. ↑  Arruda 2013, pp. 70-71.
51. ↑  Arruda 2013, p. 72.
52. ↑  Franco 2013, pp. 77-78.
53. ↑  Rosa 2014, p. 130.
54. ↑  Arruda 2013, p. 74.
55. ↑  Melo & Fanaia 2015.
56. 1 2  Arruda 2013, p. 84.
57. 1 2  Portela 2009, p. 83.
58. ↑  Arruda 2013, pp. 76-79.
59. ↑  Franco 2014, pp. 131-133.
60. ↑  Arruda 2013, p. 81.
61. ↑  Franco 2014, pp. 136-137.
62. ↑  Arruda 2013, pp. 86-87.
63. ↑  Franco 2014, p. 137.
64. ↑  Arruda 2013, pp. 82-89.
65. 1 2 3  Ferreira 2010, p. 271.
66. ↑  Franco 2014, pp. 138-141.
67. ↑  Arruda 2013, pp. 87-91.
68. ↑  Franco 2014, pp. 141-149.
69. ↑  Arruda 2013, pp. 91-93.
70. ↑  Rosa 2014, pp. 85-86.
71. ↑  Franco 2014, pp. 149-168.
72. 1 2  Donato 1987, p. 168.
73. ↑  Franco 2014, p. 168.
74. 1 2 3  Franco 2014, pp. 168-170.
75. 1 2  Portela 2009, p. 86.
76. ↑  Donato 1987, p. 274.
77. 1 2 3  Franco 2014, p. 169.
78. ↑  Arruda 2013, p. 97.
79. ↑  Arruda 2013, pp. 97-98.
80. ↑  Donato 1987, p. 393.
81. ↑  Donato 1987, p. 484.
82. 1 2  Arruda 2013, pp. 98-99.
83. ↑  Franco 2014, p. 170.
84. ↑  Arruda 2013, p. 98.
85. ↑  Donato 1987, p. 362.
86. ↑  Portela 2009, p. 87.
87. ↑  Franco 2014, p. 171.
88. ↑  Arruda 2013, p. 99.
89. 1 2  Arruda 2013, p. 100.
90. ↑  Franco 2014, pp. 179-180.
91. ↑  Fanaia 2015b.
92. ↑  Portela 2009, pp. 129-130.